# Get Rich or Die Tryin'
Get Rich or Die Tryin’, de 2003, es el álbum debut del rapero estadounidense 50 Cent. Fue producido por Eminem y Dr. Dre, e incluía los sencillos «In Da Club», «P.I.M.P.» y «21 Questions». El sencillo «In Da Club» fue número 1 en las listas de Billboard.

## Recepción
El álbum debutó top 45 en Billboard 200 Hip Hop con ventas de 872,000 copias en los Estados Unidos.
En el año 2006 vendió 12 millones de copiasy en 2016, 9 millones en los Estados Unidos según registros de Billboard.
El sencillo de la banda sonora de la película de Get Rich or Die Tryin' (película) fue certificado Platino por vender un millón de copias en los Estados Unidos. El álbum recibió 4 estrellas de calificación de Rolling Stone en 2003.
El álbum fue incluido en el número 280 en Los 500 mejores álbumes de todos los tiempos según Rolling Stone en 2023.
En 2025, el álbum fue agregado en el número 203 en Los 250 grandes álbumes del siglo XXI de Rolling Stone.

## Lista de canciones
| N.º   | Título                                             | Escritor(es)   | Intréprete original | Duración |  |
| 1.    | «Intro»                                            | Jackson        | Dr. Dre             | 0:06     |  |
| 2.    | «What Up Gangsta»                                  | Curtis Jackson | Reef Tewlow         | 2:59     |  |
| 3.    | «Patiently Waiting» (feat. Eminem)                 | Jackson        | Eminem              | 4:48     |  |
| 4.    | «Many Men (Wish Death)»                            | Jackson        | Digga Branch        | 4:16     |  |
| 5.    | «In Da Club»                                       | Jackson        | Dr. Dre             | 3:13     |  |
| 6.    | «High All the Time»                                | Jackson        | DJ Rad              | 4:29     |  |
| 7.    | «Heat»                                             | Jackson        | Dr. Dre             | 4:14     |  |
| 8.    | «If I Can't»                                       | Jackson        | Dr. Dre             | 3:16     |  |
| 9.    | «Blood Hound» (feat. Young Buck)                   | Jackson        | Sean Blaze          | 4:00     |  |
| 10.   | «Back Down»                                        | Jackson        | Dr. Dre             | 4:03     |  |
| 11.   | «P.I.M.P.»                                         | Jackson        | Mr. Porter          | 4:09     |  |
| 12.   | «Like My Style» (featuring Tony Yayo)              | Jackson        | Rockwilder          | 3:13     |  |
| 13.   | «Poor Lil Rich»                                    | Jackson        | Sha Money XL        | 3:19     |  |
| 14.   | «21 Questions» (featuring Nate Dogg)               | Jackson        | Dirty Swift         | 3:44     |  |
| 15.   | «Don't Push Me» (featuring Lloyd Banks and Eminem) | Jackson        | Eminem              | 4:08     |  |
| 16.   | «Gotta Make It to Heaven»                          | Jackson        | Megahertz           | 4:00     |  |
| 57:08 |                                                    |                |                     |          |  |

## Créditos
Créditos adaptados de AllMusic.
- 50 Cent –  productor ejecutivo
- Justin Bendo – ingeniero
- Sean Blaze – productor, ingeniero
- Darrell Branch – productor
- Tommy Coster – teclados
- Terence Dudley – productor
- Mike Elizondo – bajo, guitarra, teclados, productor
- Eminem – productor, productor ejecutivo, mezclador
- John "J. Praize" Freeman – productor
- Marcus Heisser – A&R
- Steven King – productor, mezclador
- Tracy McNew – A&R
- Riggs Morales - A&R
- Megahertz – productor
- Red Spyda – productor
- Luis Resto – teclados
- Ruben Rivera – teclados, asistente de ingeniero
- Rockwilder – productor
- Tom Rounds – ingeniero
- Sha Money XL – productor, ingeniero, productor ejecutivo
- Tracie Spencer – voces
- Rob Tewlow – productor
- Patrick Viala – ingeniero
- Sacha Waldman – fotografía
- Ted Wohlsen – ingeniero
- Carlisle Young – ingeniero, edición digital

## Posicionamiento en lista

### Semanal
| Gráfica (2003)                          | Pico de posición |
| --------------------------------------- | ---------------- |
| Australia (ARIA)                        | 4                |
| Austria (Ö3 Austria)                    | 16               |
| Bélgica (Ultratop Flandes)              | 3                |
| Bélgica (Ultratop Valonia)              | 14               |
| Canadá (Billboard Canadian Albums)      | 1                |
| Dinamarca (Hitlisten)                   | 6                |
| Países Bajos (Album Top 100)            | 5                |
| Finlandia (Suomen virallinen lista)     | 11               |
| Francia (SNEP)                          | 12               |
| Alemania (Offizielle Top 100)           | 4                |
| Grecia (IFPI Greece)                    | 3                |
| Hungría (MAHASZ)                        | 17               |
| Italia (FIMI)                           | 13               |
| Nueva Zelanda (RMNZ)                    | 3                |
| Noruega (VG‑lista)                      | 5                |
| Escocia (Scottish Albums Chart)         | 5                |
| Suecia (Sverigetopplistan)              | 8                |
| Suiza (Schweizer Hitparade)             | 8                |
| Reino Unido (UK Albums Chart)           | 2                |
| Estados Unidos (Billboard 200)          | 1                |
| Estados Unidos (Top R&B/Hip-Hop Albums) | 1                |

## Certificaciones
| País | Certificación | Ventas    |
| --- | ------------- | --------- |
| Argentina (CAPIF) | Oro           | 200x      |
| Australia (ARIA) | 2× Platino    | 1,750^    |
| Bélgica (BEA) | Platino       | 5,000     |
| Canadá | 6× Platino    | 6,000^    |
| Dinamarca (IFPI Dinamarca) | 3× Platino    | 6,000     |
| Francia (SNEP) | Oro           | 100       |
| Alemania (BVMI) | Oro           | 100       |
| Grecia (IFPI Greece) | Oro           | 1,000     |
| Irlanda (IRMA) | Platino       | 1,500     |
| Italia (FIMI) | Oro           | 2,500     |
| Japón (RIAJ) | Oro           | 100,000   |
| Nueva Zelanda (RMNZ) | 2× Platino    | 3,000     |
| Norway (IFPI Noruega) | Oro           | 2,000     |
| Rusia (NFPF) | 3× Platino    | 6,000     |
| Suecia (GLF) | Oro           | 20,000    |
| Suiza (IFPI Switzerland) | Platino       | 6,000     |
| Reino Unido (BPI) | 4× Platino    | 1,117,000 |
| Estados Unidos(RIAA) | 9× Platino    | 9,000,000 |
| Resumen |               |           |
| Europa (IFPI) | Platino       | 2,000,000 |
| *las cifras de ventas sobre la base de la certificación por sí sola ^cifras de envíos sobre la base de la certificación por sí sola xcifras no especificadas sobre base de la certificación por sí sola |               |           |